# M3 Stuart
El M3 Stuart es un tanque ligero de fabricación estadounidense. Fue utilizado por muchos de los ejércitos aliados durante la Segunda Guerra Mundial, destacando el uso dado por los ejércitos de Gran Bretaña y las fuerzas aliadas desplegadas en el teatro africano. Fue apodado Stuart por los británicos en honor al general estadounidense Jeb Stuart, se empleó tanto para los M3 como para los M5, una revisión posterior del M3. En el Ejército de los Estados Unidos los tanques se conocían oficialmente como Light Tank M3 y Light Tank M5.

## Historia
Analizando la situación en Europa, los diseñadores consideraron obsoleto el tanque ligero M2 y construyeron un prototipo con el blindaje mejorado, la suspensión modificada y un nuevo sistema de recuperación del cañón. Este nuevo tanque fue designado como "Light Tank M3". La producción empezó en marzo de 1941 y duró hasta octubre de 1943. Inicialmente, el tanque ligero M3 estaba armado con un cañón de 37 mm y 5 ametralladoras: Una ametralladora coaxial iba montada junto al cañón principal del tanque en la torreta, una ametralladora estaba ubicada justo encima de la torreta, otra ametralladora iba montada en la parte frontal del tanque, y dos ametralladoras secundarias iban montadas en estaciones de disparo ubicadas a ambos lados del tanque, posteriormente se retiraron las ametralladoras secundarias ubicadas en los laterales del casco del tanque.

## Historial de combate
El Ejército Británico fue el primero en utilizar el M3 Stuart en combate. En noviembre de 1941, 170 Stuart participaron en la Operación Crusader. Los resultados fueron, en general, decepcionantes. A pesar de que las altas pérdidas sufridas por las unidades equipadas con Stuart durante la operación estaban más relacionadas con las tácticas utilizadas y el entrenamiento del Afrika Korps que, con la superioridad de los tanques alemanes, la operación demostró que el M3 era inferior a los tanques enemigos. Entre las quejas surgidas estaba en cañón de 37 mm: poco eficaz para la época y la pobre disposición interna. La tripulación de dos soldados y un tercero para la torreta era una debilidad importante, y algunas unidades británicas intentaron luchar con tripulaciones de tres operarios y un cuarto encargado de la torreta. En el lado positivo, a las tripulaciones les gustó la rapidez y la fiabilidad mecánica, que dieron lugar a su otro apodo, Honey. La alta velocidad y fiabilidad distinguieron al Stuart de otros tanques británicos. A partir del verano de 1942, cuando se recibieron bastantes tanques de Estados Unidos, el Ejército Británico mantuvo con frecuencia a los Stuart fuera del principal frente de batalla, usándolos en tareas de reconocimiento blindado. La torreta se eliminó de algunos tanques para aligerar peso y así mejorar la velocidad y autonomía. Estos vehículos se conocieron como Stuart Recce. Otros se convirtieron en transportes blindados de personal y vehículos de mando. Los M3, M3A3 y M5 siguieron usándose por el Ejército Británico hasta el final de la Segunda Guerra Mundial. Si bien, las unidades blindadas británicas eran mucho menores en proporción respecto a las estadounidenses.

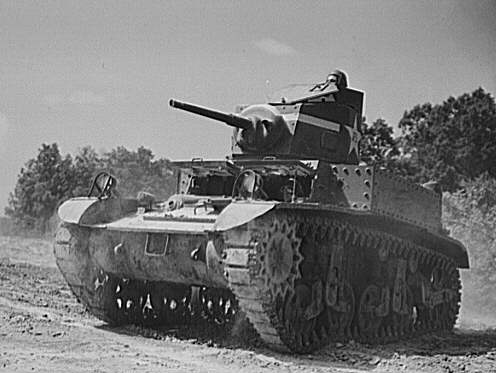
M3 Stuart en Fort Knox, 1942

La Unión Soviética, otra principal receptora del M3, estuvo incluso más descontenta con el modelo, considerándolo poco armado, poco blindado, propenso a ser alcanzado y demasiado sensible a la calidad del combustible. El motor radial utilizado en el M3 requería combustible de alto octanaje. Sin embargo, el M3 era superior a los tanques ligeros soviéticos del período de entreguerras, como el T-60. En 1943, el Ejército Rojo probó el M5 y decidió que el diseño actualizado no era mucho mejor que el M3. Menos necesitados que en 1941, los soviéticos rechazaron la oferta estadounidense de suministrar el nuevo modelo. Los M3 permanecieron en servicio con el Ejército Rojo hasta 1944.
En el Ejército de los Estados Unidos, el M3 apareció en combate por primera vez en Filipinas. Un reducido número luchó en la Campaña de la península de Batán. Cuando el Ejército de los Estados Unidos se unió a la Campaña de África del Norte a finales de 1942, las unidades Stuart formaban una importante parte de su fuerza blindada. Tras la desastrosa Batalla del paso de Kasserine, donde los M3 y M5 se enfrentaron a los Panzer IV y Tiger I, los Estados Unidos siguieron el ejemplo británico y deshicieron la mayoría de los batallones de tanques ligeros, relegando los Stuart a labores de reconocimiento y exploración.

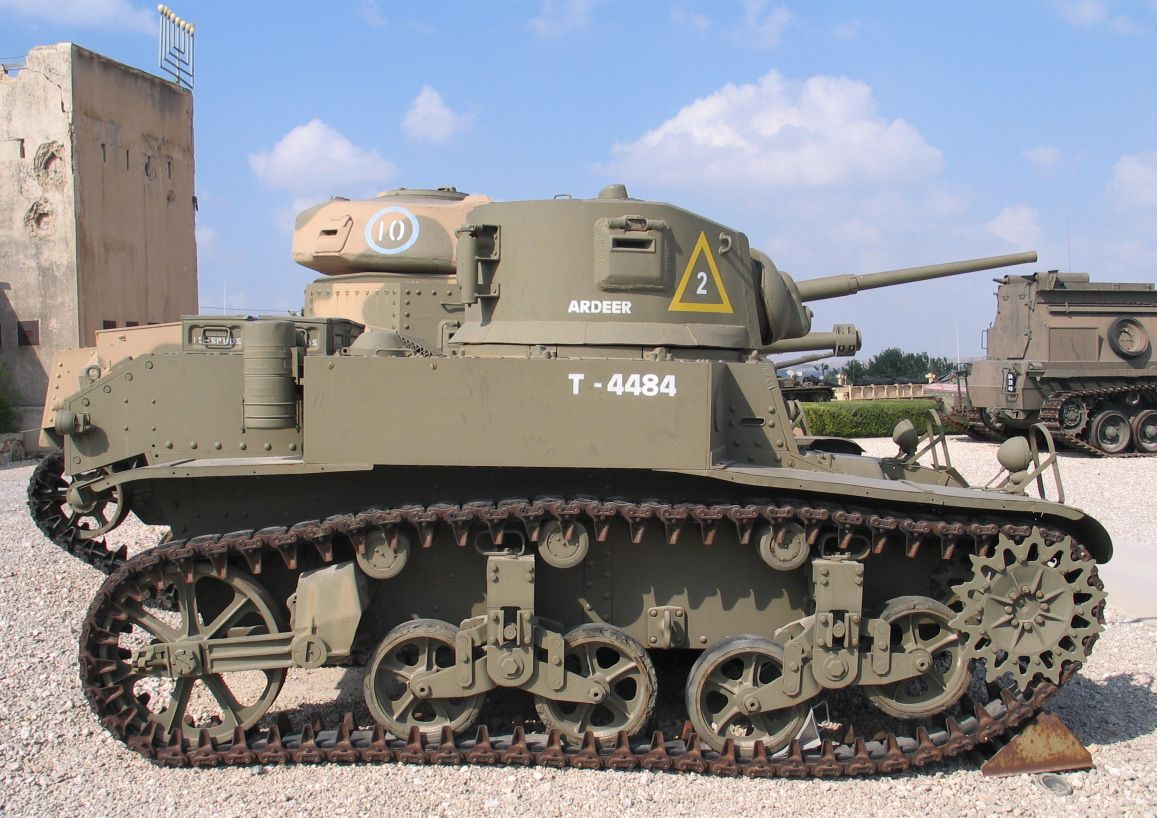
M3A1

En el frente europeo, los tanques ligeros recibieron un papel secundario, ya que no podían sobrevivir ante la mayoría de los vehículos blindados enemigos. El único lugar en que el Stuart seguía siendo útil era en el Frente del Pacífico, ya que raramente se encontraban tanques japoneses y, cuando esto sucedía, resultaban ser muy débiles tanto en blindaje como en armamento. La infantería japonesa no disponía de armamento antitanque y tendía a atacar los mismos con tácticas de asalto. En esta situación, el Stuart tan sólo era un poco más vulnerable que tanques mayores.
Sin embargo, el número de M3 y M5 producidos fue tan grande (más de 25.000 unidades incluyendo el M8 HMC) que permaneció en servicio hasta el final de la guerra. Además de los Estados Unidos, Gran Bretaña y la Unión Soviética, también fue utilizado por Francia, China y Yugoslavia (M3A3 y algún M3A1).
Tras la guerra, algunos países equiparon a sus ejércitos con los baratos y fiables Stuart. El M5 jugó un importante papel en la Primera Guerra de Cachemira, en 1947, entre India y Pakistán, en la que se enfrentaron por la posesión de Cachemira. El vehículo se mantuvo en servicio en varios países sudamericanos hasta 1996.
Durante las décadas de 1960 y 1970, el Ejército Portugués también usó algunos Stuart en la guerra en Angola, donde su capacidad todoterreno (comparada con otros vehículos de ruedas) y potencia de fuego fueron bastante apreciadas. Asimismo, en la guerra de Legítima Defensa por parte de El Salvador, en 1969, contra Honduras en la llamada Guerra de las 100 horas.

## Variantes
- M3 (Diseño británico "Stuart I"). 5.811 producidos
  - A algunos M3 se les reemplazó el motor por un Guiberson T-1020 diésel y designado "Stuart II" en Gran Bretaña.
  - A los últimos M3 les fueron cambiadas las torretas.
- M3A1 (Stuart III). 4.621 producidos.
  - Nuevos anillos en la torreta, le retiraron la cúpula, les fueron retiradas las ametralladoras.
  - M3A1 con motor Guiberson diésel denominados en Gran Bretaña como "Stuart IV".
- M3A3 (Stuart V). 3.427 producidos.
  - Se cambió la antigua torreta por una con más alcance y rango.
- M5 (Stuart VI). 2.075 producidos.
  - Motores Cadillac gemelos. Se rediseñó la carrocería similar a la del M3A3, pero ahora los motores están superpuestos. La torreta es la misma del M3A1.
- M5A1 (Stuart VI). 6.810 producidos.
  - M5 con torreta del M3A3; ésta es la versión más popular en los Estados Unidos en 1943.
- Howitzer Motor Carriage M8 (Obús autopropulsado M8). 1.778 unidades producidas. Funcionó como elemento de artillería autopropulsada.
  - Basado en el M5. Su cañón fue reemplazado por un M2/M3 75 mm.
- Howitzer Motor Carriage M8 (Obús autopropulsado M8A1).
- Howitzer Motor Carriage T85 (Obús autopropulsado T85).
  - Obús autopropulsado de 105 mm basado en el M5A1. Cancelado en 1945.
- T56 3 inch Gun Motor Carriage.
  - Variante del T56 con motor Continental del M3 Lee. Construidos en febrero de 1943.
- Mortar Motor Carriage M5/M27A1 (Mortero autopropulsado M5/M27A1).
  - Un M5A1 al cual se le instaló un mortero de 81 mm. También llevaba una ametralladora M2. El proyecto fue abandonado por el inadecuado espacio para la tripulación y los pertrechos.
- 20 mm Multiple Gun Motor Carriage T85 (Cañón antiaéreo autopropulsado T85).
- M3/M3A1 Satan (tanque lanzallamas).
  - Montaba un lanzallamas en lugar del cañón principal. 20 unidades fueron convertidas para los Marines en 1943.
- M3A1 con lanzallallamas E5R2-M3.
  - Un lanzallamas reemplazando a la ametralladora de la carrocería.
- M5 Dozer.
  - M5 con hoja de bullbozer. No entró en producción
- M5 con lanzacohetes T39.
  - Iba armado con un lanzacohetes T39 de 20 cohetes de 7,2" montado sobre la torreta. No entró en producción.
- M5A1 con lanzallamas E 7-7.
  - El lanzallamas reemplazaba al cañón principal.
- M5A1 con lanzallamas E-9.
  - Prototipo.
- M5A1 con lanzallamas E-8.
  - La torreta había sido reemplazada por una superestructura y el lanzallamas iba en una pequeña torreta. No pasó de la etapa de prototipo.

### Variantes realizadas en el Reino Unido
- M3 (Diseño británico "Stuart I"). 5.811 producidos
  - A algunos M3 les fue cambiado el motor por un Guiberson diésel y llamado "Stuart II" por Gran Bretaña.
- Kangaroo APC Stuart Kangaroo.
  - TBP Construido por el Reino Unido, se le agregaron asientos extras
- Stuart Recce.
  - Vehículo de reconocimiento basado en la carrocería del Stuart
- Stuart Command.
  - Kangaroo con sistema de radio extra

### Variantes hechas en Brasil
En la década de 1970, la compañía brasileña Bernardini diseñó radicales actualizaciones para los Stuart del Ejército Brasileño.
- X1A.
  - Basado en el M3A1, tuvo un motor (280 hp Saab-Scania diésel), nueva suspensión, control de tiro y un cañón DEFA de 90 mm. Fueron producidos 80 vehículos.
- X1A1.
  - Un prototipo mejorado del X1A, que no entró en producción.
- X1A2.
  - Basado en el X1A1, esta versión conservaba poco del Stuart original de 9 t, tenía 3 tripulantes, armado con un cañón de 90 mm y motor Saab-Scania de 300 hp. 30 fueron construidos entre 1979-1983.

### Usuarios actuales
- Paraguay: El Ejército Paraguayo utiliza los tanques Stuart para llevar a cabo el entrenamiento de las futuras tripulaciones de tanques. Actualmente dispone de diez tanques en servicio (cinco M3 and cinco M3A1) y contaba con cuatro tanques Stuart en reserva en el año 2014.[1][2]

### Usuarios anteriores
- Australia
- Bolivia
- Brasil
- Chile
- Colombia
- Cuba
- China
- Honduras 19 unidades.
- El Salvador
- Estados Unidos
- India
- Italia
- México
- Países Bajos
- Perú 55 unidades
- República Dominicana
- Reino Unido
- Ecuador
- Turquía
- Unión Soviética
- Uruguay[3]
- Venezuela

## Aparición en otros medios
- El M3 Stuart es célebre por ser el vehículo que manejaba el personaje de historietas de DC Comics Jeb Stuart, conocido por la historietas de Haunted Tank, en el cual dicho vehículo fue poseído por el espíritu fantasmagórico del General James Ewell Brown Stuart quien era su guardián durante sus aventuras de guerra, era constante su aparición como portadas de la revista de historietas G.I. Combat.[4]
- Aparece en el videojuego War Thunder como tanque investigable.